# Sar (langue)
Pour les articles homonymes, voir Sar.
Le sar est une langue nilo-saharienne de la branche des langues soudaniques centrales parlée dans le Sud du Tchad, dans la préfecture du Moyen-Chari.

## Classification
Le sar est une langue nilo-saharienne classée dans le sous-groupe bongo-bagirmi, rattaché aux langues soudaniques centrales.

## Phonologie
Les tableaux présentent les consonnes du sar.

### Consonnes
|              |           | Labiales | Alvéolaires | Rétrofl. | Latérales | Dorsales | Dorsales |
| ------------ | --------- | -------- | ----------- | -------- | --------- | -------- | -------- |
| Palatales    | Vélaires  | Labiales | Alvéolaires | Rétrofl. | Latérales |          |          |
| Occlusives   | Sourde    | p [p]    | t [t]       |          |           |          | k [k]    |
| Occlusives   | Sonore    | b [b]    | d [d]       |          |           |          | g [g]    |
| Occlusives   | Implosive | ɓ [ɓ]    | ɗ [ɗ]       |          |           |          |          |
| Occlusives   | Prénasale | mb [m͡b]  | nd [n͡d]     |          |           |          | ng [ŋ͡g]  |
| Fricative    | Fricative |          | s [s]       |          |           |          |          |
| Affriquée    | Sonore    |          |             |          |           | j [d͡ʒ]   |          |
| Affriquée    | Prénasale |          |             |          |           | nj [n͡dʒ] |          |
| Nasale       | Nasale    | m [m]    | n [n]       |          |           |          |          |
| liquide      |           |          |             | r [ɽ]    | l [l]     |          |          |
| liquide      | Nasale    |          |             | r̃ [ɽ̃]    |           |          |          |
| Semi-voyelle |           | w [w]    |             |          |           | y [j]    |          |
| Semi-voyelle | Nasale    |          |             |          |           | ỹ [j̃]    |          |

### Unelangue tonale
Le sar compte trois tons, haut, moyen et bas:
| Ton   | Exemple | Traduction  |
| haut  | gáŋgá   | tambour     |
| moyen | māl     | charognard  |
| bas   | yàbə̀    | hippopotame |

## Sources
- Fournier, Maurice, Les consonnes du sar, dans Études phonologiques tchadiennes (Jean-Pierre Caprile, éd.), pp. 37–44, Paris, SELAF, 1977  (ISBN 2-85297-019-8)
- Constant Gotengaye et John M. Keegan, Dictionnaire Sar, 2016 (présentation en ligne, lire en ligne)
- Moundo Ndimajibay, Nei-Balway, Les limites des modifications en sar, dans Études phonologiques tchadiennes (Jean-Pierre Caprile, éd.), pp. 45–58, Paris, SELAF, 1977  (ISBN 2-85297-019-8)